# Унрайн, Мартин
Мартин Унрайн (нем. Martin Unrein; 1 января 1901 — 22 января 1972) — немецкий офицер, участник Первой и Второй мировых войн, генерал-лейтенант, кавалер Рыцарского креста с Дубовыми листьями.

## Первая мировая война
В марте 1918 года поступил добровольцем в пехотный полк. Награждён Железным крестом 2-й степени. 25 сентября 1918 года — ранен и взят в плен.

## Между мировыми войнами
Отпущен из плена в феврале 1920 года, вновь на службе в рейхсвере. С 1921 года — в кавалерии, в 1922 году произведён в лейтенанты. С сентября 1933 года — ротмистр (капитан). К началу Второй мировой войны — майор, 2-й адъютант (служба IIb) штаба 11-го армейского корпуса (с 10 ноября 1938).

## Вторая мировая война
Участвовал в Польской и Французской кампаниях. С 15 января 1940 г. командир разведывательного батальона 268-й пехотной дивизии, награждён Железным крестом 1-й степени. 15 сентября 1940 г. переведен в Верховное командование Вооружённых сил (ОКВ). С декабря 1940 — подполковник.
Участвовал в германо-советской войне. С 15 сентября 1941 г. — командир мотоциклетного батальона 6-й танковой дивизии. Бои на Московском направлении. В феврале 1942 — награждён Золотым немецким крестом. Бои в районе Ржева. С 1 апреля 1942 года — командир 4-го стрелкового (Schützen-Regiment 4) (позднее танково-гренадерского (моторизованного)) полка 6-й танковой дивизии. С июля 1942 года — полковник.
В 1943 году — бои в районе Харькова. В сентябре 1943 года — награждён Рыцарским крестом. С октября 1943 года — командир 14-й танковой дивизии (29 октября 1943 — 5 сентября 1944; 1 декабря 1944 — 10 февраля 1945). Бои на Украине.
С января 1944 года — генерал-майор. За бои в районе Черкасс в июне 1944 года награждён Дубовыми листьями к Рыцарскому кресту, с июля 1944 года — генерал-лейтенант. В сентябре 1944 года — тяжело ранен.
С 11 февраля по 5 марта 1945 года — командующий 3-м танковым корпусом СС (в Померании). С 1 апреля 1945 года — командир танковой дивизии «Клаузевиц».
24 апреля 1945 года взят в американский плен. Освобождён в 1947 году.

## Производство в чины
- Фенрих (18 марта 1918)
- Лейтенант (1 июля 1922)
- Старший лейтенант (1 октября 1927)
- Капитан (1 сентября 1933)
- Майор (1 октября 1938)
- Подполковник (1 декабря 1940)
- Полковник (1 июля 1942)
- Генерал-майор (1 января 1944)
- Генерал-лейтенант (1 июля 1944)

## Награды
- Железный крест обр. 1914 года 2-го класса (5 сентября 1918) (Королевство Пруссия)
- Нагрудный знак «За ранение» (1918) в серебре (Германская империя)
- Почётный крест Первой мировой войны 1914/1918 с мечами (3 ноября 1934)
- Пряжка к Железному кресту 2-го класса (12 октября 1939)
- Железный крест обр. 1939 года 1-го класса (4 июля 1940)
- Нагрудный знак «За танковую атаку» в бронзе
- Медаль «За зимнюю кампанию на Востоке 1941/42»
- Почётная пряжка на ленте для сухопутных войск (18 апреля 1943)
- Немецкий крест в золоте (28 февраля 1942)
- Рыцарский крест Железного креста с дубовыми листьями
  - рыцарский крест (10 сентября 1943)
  - дубовые листья (№ 515) (26 июня 1944)